# Modern Times (Jefferson Starship)
Modern Times è un album in studio del gruppo rock statunitense Jefferson Starship, pubblicato nel 1981.

## Tracce
Side 1
1. Find Your Way Back – 4:15 (testo: Craig Chaquico – musica: Chaquico, Tom Borsdorf)
2. Stranger – 4:44 (testo: Jeannette Sears – musica: Pete Sears)
3. Wild Eyes (Angel) – 4:02 (testo: Paul Kantner – musica: Kantner)
4. Save Your Love – 5:58 (testo: J. Sears – musica: P. Sears)

Side 2
1. Modern Times – 2:36 (testo: Kantner, Mickey Thomas – musica: Kantner)
2. Mary – 3:37 (testo: J. Sears, Chaquico – musica: Chaquico)
3. Free – 4:34 (testo: Thomas, Chaquico – musica: Chaquico)
4. Alien – 4:42 (testo: J. Sears – musica: P. Sears)
5. Stairway to Cleveland (We Do What We Want) – 3:58 (testo: Kantner, Paul Warren – musica: Kantner)

## Formazione
- Grace Slick – voce
- Paul Kantner – chitarra, voce, sintetizzatore
- Aynsley Dunbar – batteria, percussioni, marimba, sintetizzatore
- Craig Chaquico – chitarra, sintetizzatore, steel drums
- David Freiberg – voce, basso, organo, piano, sintetizzatore
- Pete Sears – basso, piano, sintetizzatore
- Mickey Thomas – voce